# Мередова, Валентина
Валентина Мередова (в девичестве Назарова; род. 29 сентября 1984, Ашхабад) — туркменская легкоатлетка, специалистка по бегу на короткие дистанции. Выступает за сборную Туркмении по лёгкой атлетике с 2005 года, победительница и призёрка первенств национального значения, действующая рекордсменка страны в беге на 60 и 100 метров, участница летних Олимпийских игр в Пекине.

## Биография
Валентина Назарова родилась 29 сентября 1984 года в Ашхабаде.
Впервые заявила о себе в лёгкой атлетике на взрослом международном уровне в сезоне 2005 года, когда вошла в основной состав туркменской национальной сборной и выступила в беге на 100 метров на чемпионате мира в Хельсинки.
В 2006 году бежала 60 метров на чемпионате мира в помещении в Москве и 100 метров на Азиатских играх в Дохе.
На чемпионате мира 2007 года в Осаке вновь отметилась выступлением в дисциплине 100 метров.
В 2008 году стартовала в беге на 60 метров на чемпионате мира в помещении в Валенсии, позже на соревнованиях в Алма-Ате установила ныне действующий национальный рекорд Туркмении в беге на 100 метров — 11,56. Благодаря череде удачных выступлений удостоилась права защищать честь страны на летних Олимпийских играх в Пекине — на предварительном квалификационном этапе 100-метровой дистанции показала результат 11,94 и во второй раунд не прошла.
После достаточно длительного перерыва в спортивной карьере в 2014 году Мередова вернулась в состав туркменской легкоатлетической сборной и продолжила принимать участие в крупнейших международных турнирах, в частности стартовала в беге на 100 метров на Азиатских играх в Инчхоне.
В 2015 году в дисциплине 100 метров дошла до полуфинала на чемпионате Азии в Ухане, отметилась выступлением на чемпионате мира в Пекине.
В 2016 году бежала 60 метров на чемпионате Азии в помещении в Дохе и на чемпионате мира в помещении в Портленде.
В 2017 году остановилась в полуфинале бега на 100 метров на Играх исламской солидарности в Баку. Достаточно успешно выступила на домашних Азиатских играх по боевым искусствам и состязаниям в помещениях в Ашхабаде, где установила ныне действующие национальные рекорды Туркмении в беге на 60 метров и в эстафете 4 × 400 метров.
На чемпионате Азии в помещении 2018 года в Тегеране стала шестой в программе бега на 60 метров.
В 2019 году бежала 100 метров на чемпионате Азии в Дохе.